# Liste der Baudenkmäler in Kemmern
Auf dieser Seite sind die Baudenkmäler in der oberfränkischen Gemeinde Kemmern zusammengestellt. Diese Tabelle ist eine Teilliste der Liste der Baudenkmäler in Bayern. Grundlage ist die Bayerische Denkmalliste, die auf Basis des Bayerischen Denkmalschutzgesetzes vom 1. Oktober 1973 erstmals erstellt wurde und seither durch das Bayerische Landesamt für Denkmalpflege geführt wird. Die folgenden Angaben ersetzen nicht die rechtsverbindliche Auskunft der Denkmalschutzbehörde.
 Die Liste gibt den Fortschreibungsstand vom 13. Juni 2023 wieder und enthält 4 Baudenkmäler.

## Baudenkmäler
| Lage                                                                                       | Objekt                                           | Beschreibung | Akten-Nr.              | Bild                                             |
| ------------------------------------------------------------------------------------------ | ------------------------------------------------ | --- | ---------------------- | ------------------------------------------------ |
| Mainstraße 1 (Standort)                                                                    | Katholische Pfarrkirche St. Peter und Paul       | Eingezogener Chor mit Streben besetzt, gotisch, 15. Jahrhundert, neugotischer Westturm mit Spitzhelm 1838; mit Ausstattung.   | D-4-71-150-1 Wikidata  | weitere Bilder                                   |
| Mainstraße 2 (Standort)                                                                    | Pfarrhof                                         | Zweigeschossiger Satteldachbau aus Sandsteinquadern mit Giebelabsätzen, 1852.                                                 | D-4-71-150-2 Wikidata  | Pfarrhof                                         |
| Mainstraße 2 (Standort)                                                                    | Vespergruppe aus der ehemaligen Friedhofskapelle | Um 1660. | D-4-71-150-2 zugehörig | BW                                               |
| Wiesenthauer Holz (Standort)                                                               | Kapelle St. Felizitas, sogenannte Helenenkapelle | Ruine, Gründung wohl 11.–12. Jahrhundert, bestehende Bauteile mit Spitzbogenöffnung und dreiseitigem Chorschluss spätgotisch. | D-4-71-150-3 Wikidata  | Kapelle St. Felizitas, sogenannte Helenenkapelle |
| Zückshuter Weg, östlich des Ortes über den Leingraben an der Kreuzung B 173/505 (Standort) | Brücke                                           | Einjochige, korbbogige Sandsteinquaderbrücke, um 1880.                                                                        | D-4-71-150-4 Wikidata  | Brücke                                           |